# Archibald Wavell
 (juin 2023).
Archibald « Archie » Percival Wavell, 1er comte Wavell, né le 5 mai 1883 à Colchester et mort le 24 mai 1950, est un officier de l'infanterie britannique ayant occupé des postes à l'état-major de guerre, commandant en chef de l'armée britannique au Moyen-Orient au début de la Seconde Guerre mondiale.
Désavoué par Winston Churchill pour la gestion de la crise irakienne et de la conquête syrienne en juin 1941, le général, lettré, poète et écrivain apprécié, est relégué à la tête de l'armée des Indes durant l'été 1941. Mais l'agression japonaise dans le Pacifique du Sud-Ouest le propulse commandant en chef des forces alliées du Sud-Est asiatique où, dépourvu de moyens, il ne peut enrayer l'immense débâcle américaine, anglaise, australienne et hollandaise du premier semestre 1942.
Après sa mise à la retraite militaire par Churchill, préparée par une avalanche d'honneurs et notamment les titres de field marshall, ou maréchal de l'Empire britannique, en janvier 1943, puis de premier vicomte de Cyrénaïque et de Winchester six mois plus tard, Wavell occupe un poste d'intendance prestigieux en tant que vice-roi des Indes de septembre 1943 à 1947, année critique au cours de laquelle il est relevé par Lord Mountbatten. Il est nommé 1er comte Wavell, comte de Keren et de Winchester en 1947 après son retrait de l'administration civile et son retour en Angleterre.

## Biographie
Wavell est né à Colchester mais passe une grande partie de son enfance en Inde où son père, officier militaire de carrière, réside. Son père est le général de division (Major-General) Archibald Graham Wavell CBE.
Fils et petit-fils de général, sa famille prétend descendre d'un compagnon de Guillaume le Conquérant ; à l'origine son nom de famille s'écrit « de Vauville », signalant des ancêtres Normands et se rapprochant de la prononciation du patronyme éludé en ancien français.
Après des études à la Summer Fields School (Oxford) puis au Winchester College, il entre en 1900 à l'Académie royale militaire de Sandhurst.
Le sous-lieutenant (Mle 6749) choisit l'infanterie. il est muté parmi les Royal Highlanders du régiment écossais d'infanterie des Black Watch le 8 mai 1901.
Avec le 2e Bataillon des Black Watch, il participe à la seconde guerre des Boers (octobre 1899 - 1er juin 1902) en 1901, puis sert en Inde de 1903 à 1908 aux campagnes de Bazar Valley et North West Frontier.
Lieutenant depuis le 13 août 1904, il suit, malgré son jeune âge, les cours de l'École supérieure de guerre de Camberley en 1909-1910.
En 1911, il part en Russie en tant qu'observateur militaire et apprend la langue.
Archibald Wavell devient officier d’état-major, directeur des opérations militaires à la Section russe du ministère de la Guerre, entre 1912 et 1914.
Il est capitaine, promu le 20 mars 1913, quand la Première Guerre mondiale éclate. Il prend, alors, par nécessité des fonctions d'officier instructeur avant d'être envoyé au front en première ligne.
Il est gravement blessé lors de la bataille d'Ypres (Belgique) en 1915, où il perd la vision de l’œil gauche. Il est l'un des tout premiers récipiendaires de la croix militaire (MC), le 3 juin 1915.
Il est nommé commandant le 8 mai 1916. Après sa convalescence, promu lieutenant-colonel à titre temporaire, il est attaché militaire près le grand-duc Nicolas (Nicolas Nikolaïevitch Romanov), commandant en chef et gouverneur du Caucase, en 1916-1917.
À partir de juin 1917, il sert comme général de brigade à l'état-major en Palestine sous le commandement du général Edmund Allenby, puis en Égypte jusqu'à la fin de la guerre. Il est nommé compagnon de l'ordre de Saint-Michel et Saint-Georges (CMG) le 1er janvier 1919 pour son action en Égypte.
Wavell reçoit trois citations (Mentioned in Despatch) pendant la Première Guerre mondiale (22/06/1915, 04/01/1917 et 22/01/1919).
Il est officier d’état-major au Conseil suprême des Forces alliées à Versailles, France, en 1918. Son avis ultérieur stigmatise ce traité de paix qui met fin à la guerre pour conclure « la der des der »[réf. nécessaire]. Il réincorpore le 2e Bataillon des Black Watch en Allemagne (occupation de la Silésie) jusqu’en décembre 1921.
Après avoir accepté de revenir au simple grade de commandant, il est nommé colonel le 12 juillet 1922. L'entre-deux-guerres est une période particulière, l'officier d'état-major et l'officier supérieur d'infanterie doivent attendre de rares postes vacants. Ce fin lettré, amoureux de poésie et de littérature historique, est même mis en demi-solde en 1926 et en 1934. Il en profite pour écrire ses souvenirs de guerre. Mais l'ascension vers les hautes fonctions à responsabilités se poursuit indéniablement : il est nommé à la tête de la 6e brigade d’infanterie (Hampshire) en 1930, aide de camp du roi George V de mars 1932 à octobre 1933, général de division le 16 octobre 1933 – le plus jeune de l’armée, compagnon de l’ordre du Bain (CB) le 1er janvier 1935, commandant de la 2e division d’infanterie (Hampshire) le 11 mars 1935.
En 1936, ses compétences littéraires et linguistiques le portent à la direction de la délégation militaire britannique chargée d'observer les manœuvres de l’Armée rouge, à Minsk, en Russie soviétique.
D’août 1937 à avril 1938, il est commandant en chef en Palestine et en Transjordanie.
Général de corps d’armée le 29 janvier 1938, il est commandant en chef de la Zone Sud (Southern Command). Il est nommé chevalier commandeur de l’ordre du Bain (KCB) le 2 janvier 1939.

### Seconde Guerre mondiale
Au début du conflit mondial en 1939, Wavell fait déjà fonction de commandant en chef au Moyen-Orient alors qu'il n'est promu général d'armée que le 1er octobre 1940.

#### La Méditerranée orientale et le Moyen-Orient
Le commandant en chef des forces britanniques du Proche-Orient, soit l'ensemble formé par l'Égypte, le Soudan, la Palestine, la Transjordanie, Chypre, la Somalie britannique, Aden, l'Irak et territoires du golfe Persique) du 28 juillet 1939 au 5 juillet 1941 ne peut empêcher la pénétration italienne en Égypte. Il préfère regrouper ses forces et préparer des offensives judicieusement choisies. Le maréchal italien Rodolfo Graziani commet l'erreur de multiplier les fronts. Le général Wavell prépare une vigoureuse contre-attaque face aux Italiens en Cyrénaïque (Libye) et en Abyssinie (Éthiopie).

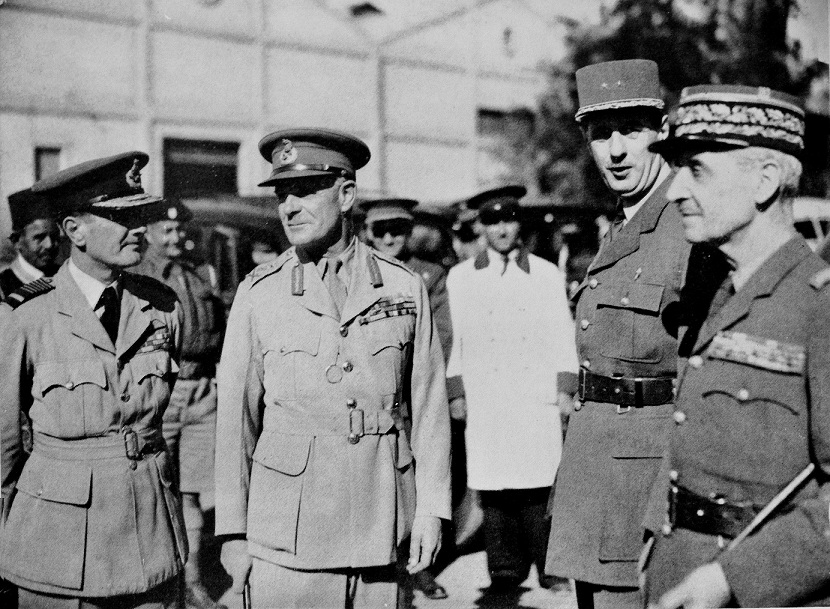
De gauche à droite : Archibald Wavell, Arthur Longmore, Charles de Gaulle et Georges Catroux en 1941 au Liban.

La Cyrénaïque est reconquise de décembre 1940 à février 1941, les troupes anglaises commandées par le général concentrant ses forces d'infanterie sous la protection d'une artillerie efficace repoussent les forces italiennes jusqu'à El Agheila à la frontière de la Tripolitaine atteint le 9 février 1941. L'offensive de l'hiver 1940-1941 est illustrée par la prise de Tobrouk et de Benghazi, elle fait plus de 120 000 prisonniers italiens en désarroi. Le vainqueur est promu Chevalier Grand-Croix de l'Ordre du Bain (GCB) le 4 mars 1941 en récompense de ses victoires militaires au Moyen-Orient face à un ennemi largement supérieur en effectif. Au printemps 1941, la liquidation de l'empire italien d'Afrique orientale est menée tambour battant par l'autre armée préparée par Wavell.
Mais au même moment, les Italiens et les Allemands lancent une attaque sur la Grèce. Wavell reçoit l'ordre d'arrêter l'avancée en Libye et d'envoyer des troupes en Grèce. Il n'est pas d'accord avec cette stratégie d'expansion incertaine de la ligne de front mais suit les ordres. Surviennent alors les désastres d'avril et de mai 1941 en Méditerranée orientale. Les Allemands saisissent l'occasion de l'affaiblissement britannique pour renforcer le contingent italien en Afrique du Nord et l'aventureuse intervention britannique montre son incapacité à défendre la partie continentale de la Grèce. Les troupes britanniques dépourvues de têtes de pont solides sont forcées de se replier en Crète avec de lourdes pertes.
Par ailleurs, en mai 1941 alors que Wavell se débat pour reconcentrer ses forces et éviter une débâcle désastreuse, des factions pro-Axe opèrent un coup d'État en Irak menant à la brève guerre anglo-irakienne en 1941. Churchill commande à tout prix une intervention dans une zone qu'il considère comme hautement stratégique pour ses puits pétrolifères. Wawell temporise un engagement de ses effectifs disponibles, mais passe l'impératif de rétablir l'ordre à l'armée des Indes inemployée. En juin 1941, subissant une colère de Churchill, il envoie finalement une armée depuis la Palestine qui, jointe à l'armée venue des Indes, reprend le contrôle avant de contrôler avec l'appui de l'Armée Rouge la Perse.
Wavell sent le danger d'intervenir face aux Français ralliés à l'état autoritaire vichyste  occupant la Syrie et le Liban. L'ordre politique le lui enjoint comme une opération de routine. Mais il est contraint par ordre politique réitéré d'envoyer un corps d'intervention qui se heurte d'emblée à une grande résistance.
Wavell exprime des réserves à engager une offensive contre l'Afrika Korps du général Rommel qui exprime une admiration en annotant les écrits militaire de Wavell. Les Allemands menacent les positions britanniques qui savent amorcer un prudent et lent retrait dans l'immense espace ouvert, retrait stratégique qui peut perdurer jusqu'à El-Alamein à la porte de l'Égypte populeuse.
La gestion de la crise irakienne a suscité un courroux doublé d'une méfiance haineuse de Churchill. Les combats violents au Liban et en Syrie menés par un corps britannique qui ne progresse pas d'un pouce entraînent la disgrâce de ce chef, vu comme inconstant et hésitant par le premier ministre britannique inconscient des réalités du terrain égyptien. La sanction politique tombe : Wavell est remplacé par le général Claude Auchinleck le 20 juin 1941. Ce dernier à l'instar de Bernard Montgomery rendra hommage à sa gestion militaire efficace, méticuleuse et judicieuse.

#### L'immense théâtre d'opérations du Sud-Est asiatique
Le 11 juillet 1941, Winston Churchill nomme le désavoué commandant en chef en Inde, poste qui n'a que peu d'intérêt et encore moins de levier d'action dans le conflit mondial en développement. Mais le bombardement de Pearl Harbor et l'ouverture subite d'un front nippon en décembre 1941 rendent crucial le poste de commandement qu'il occupe jusqu’en juin 1943.
Wavell, officier supérieur d'expérience, est nommé commandant en chef des forces alliées (Américains, Britanniques, Australiens, Hollandais) du Sud-Est asiatique en 1942. Il manque de moyens aériens et ne peut empêcher les Japonais d'envahir la Malaisie, la Birmanie et les Indes hollandaises (Indonésie). Les troupes anglaises abandonnent délibérément du terrain et c'est la mousson qui stoppe et enlise la fulgurante avance japonaise. L'essentiel est préservé, assure Wawell. Les Indes anglaises organisent la résistance avec efficacité dans le calme.
Le gouvernement britannique le promeut maréchal au 1er janvier 1943. Il repart préparer la reconquête de la Birmanie mais ses troupes, commandées par Sir William Slim, futur maréchal, échouent au printemps 1943. Wavell appuie le général Orde Charles Wingate dans son projet de création des forces spéciales Chindits.
Il est créé vicomte Wavell (mais utilise le style vicomte de Cyrénaïque et de Winchester) le 23 juillet 1943.

#### L'Empire des Indes
Churchill n'apprécie pas les compétences militaires de Wavell en matière de commandement, et la mésentente entre les deux hommes est désormais notoire depuis mai 1941. Le Premier ministre a pourtant besoin d'anciens militaires expérimentés à des postes de gestion pour poursuivre la guerre, il lui confie donc le poste d'administration civile et politique de vice-roi des Indes le 20 juin 1943.
Le récipiendaire, confirmé en septembre 1943, est nommé chevalier grand commandeur de l'ordre de l'Étoile d'Inde (GCSI) et chevalier grand commandeur de l'ordre de l'Empire des Indes (GCIE) fin 1943.
En 1943, le vice-roi essaie d'empêcher les terribles conséquences de la famine au Bengale. Il mobilise les ressources pour distribuer des vivres aux paysans et prend des mesures autoritaires de marché pour restreindre une hausse dramatique des prix des denrées alimentaires de base.
Déjà son approche ouverte des revendications indiennes se réalise au grand déplaisir de Churchill, hostile à toute conciliation sur ce sujet. Mais l'unité indienne importe à Wavell, qui n'ignore pas qu'elle constitue la base indispensable pour une reconquête des territoires occupés par les Japonais.

### Après-guerre

Après la guerre à New Delhi. De gauche à droite : Bernard Montgomery, Wavell et Claude Auchinleck

Le vice-roi des Indes est soulagé de voir Clement Attlee remplacer Churchill en tant que premier ministre du Royaume-Uni en juillet 1945 mais exprime une amertume croissante vis-à-vis de la lenteur des décisions du responsable socialiste chef de l'État, inconscient des évolutions politiques rapides du monde indien. Wavell, débordé par la tâche, demande à plusieurs reprises de pouvoir quitter ce poste d'importance diplomatique cruciale en Inde, mais Londres décline toujours la requête.
Jusqu'à son remplacement par Louis Mountbatten, en 1947, Wavell s'attache à préparer l'indépendance de l'Inde en ouvrant une table de discussion avec les forces politiques. Wavell s'oppose à la partition des Indes car il estime que ni les Indiens, ni les Britanniques ne seraient en mesure de maintenir l'ordre. Il veut être prêt pour toutes les situations et a prévu un plan si la partition effective survient. Lorsque la décision de procéder au partitionnement tombe, Wavell esquisse une première version de la frontière entre l'Inde et le Pakistan pour Cyril Radcliffe. Celui-ci établit la frontière définitive en 1947 (la ligne Radcliffe). Wavell prend sa retraite d'administrateur aux Indes en février 1947.
Nommé High Steward of Colchester, l'ancien militaire et administrateur au service de la couronne est créé premier comte Wavell (Earl Wavell) cette même année où il rentre à Londres et siège à la chambre des Lords. Il est colonel honoraire du régiment écossais d'infanterie des Black Watch à partir du 1er mars 1946. Résidant à Londres, il devient connétable (Constable) de la Tour de Londres le 19 mars 1948, puis Lieutenant (fonction de police et de représentation du monarque) du Comté de Londres le 13 septembre 1949. Il occupe ses différentes fonctions jusqu'au 24 mai 1950, date de son décès.
Lors de ses obsèques, l'absence de Churchill est l'objet de commentaires sarcastiques. La tombe dans le vieux cloître du Winchester college est simplement marquée Wavell.
Wavell a donné son nom à un quartier de Brisbane et une avenue de sa ville natale, Colchester en Essex.
Evelyn Waugh a immortalisé Archie sous les traits d'un général déclamant en public sa poésie dans sa nouvelle "Soldats et gentlemen".

## Distinctions et honneurs
- 1er comte Wavell (1947), distinction transmise à son fils.
- Membre du conseil privé de Grande-Bretagne (PC-1943)
- Chevalier grand croix de l'ordre du Bain (GCB-1941)
- Chevalier grand-croix de l'ordre de l'Étoile d'Inde (GCSI-1943)
- Chevalier grand-croix de l'ordre de l'Empire des Indes (GCIE-1943)
- Compagnon de l'ordre de Saint-Michel et Saint-Georges (CMG-1919)
- Croix militaire (MC-1915)
- Chevalier de l'ordre de Saint-Jean (KStJ)
- Ordre de Saint-Stanislas de 3e classe avec glaives (Russie-1916)
- Commandeur de la Légion d’honneur (France-1920)
- Ordre El Nahda de 2e classe (Royaume du Hedjaz-1920)
- Grand-croix de l’ordre du Roi George Ier avec glaives (Grèce-1941)
- Ordre du Virtuti Militari de 5e classe (Pologne-1941)
- Croix militaire de 1re classe (Grèce-1942)
- Commandeur de l’ordre du Sceau de Salomon (Éthiopie-1942)
- Grand-croix de l’ordre d'Orange-Nassau (Hollande-1943)
- Croix militaire tchécoslovaque (1943)

## Principaux ouvrages
- The Palestine Campaigns (1928)
- Allenby: A Study in Greatness (1940)
- Other Men's Flowers, recueil de poésie anglaise (1944)
- The Good Soldier (1948)
- Soldiers and Soldiering (1953), publié à titre posthume par son fils, le commandant Archibald John Arthur Wavell, 2e et dernier comte Wavell

### Citations
- « Les démocraties ont tendance à penser avec leur cœur plutôt qu'avec leur cervelle, et le rôle d'un général est justement d'utiliser sa cervelle pour bâtir ses plans. »[8]

### Sources et bibliographie
- (en) Biographie sur le site d'histoire du King's College de l'université de Londres. Le Liddell Hart Centre for Military Archives .
- (en) Article du Time américain daté du 16 juillet 1945
- (en) Site officiel des Black Watch
- (en) Histoire du régiment des Black Watch
- Sir Basil Liddell Hart, Histoire de la Seconde guerre mondiale, Fayard, 1973. Vision britannique des opérations militaires par le capitaine Liddell Hart (1895-1970), spécialiste reconnu de la stratégie et de l’armée blindée. Nombreuses cartes précises.
- Colonel David Smiley, Au cœur de l'action clandestine. Des Commandos au MI6, L'Esprit du Livre Éditions, 2008 (traduction de (en) Irregular Regular, 1994). Les mémoires d'un officier des Royal Horse Guards, camarade de promotion à Sandhurst du fils du général Wavell, le commandant Archibald John Arthur Wavell (1916-1953, MC), 2e comte Wavell. D. Smiley a servi au Proche-Orient en 1940-42 avant de rejoindre le SOE en Albanie puis le SOE en Asie du Sud-Est.
- (en) La London Gazette, le Journal Officiel britannique, pour les décorations, citations, promotions, nominations…
- (en) London Gazette du 2 juillet 1946 ; Rapport du général Archibald Wavell sur les opérations au Moyen-Orient du 7 février au 15 juillet 1941, [lire en ligne]
- (en) London Gazette du 13 août 1946 ; Rapport du général Archibald Wavell sur les opérations en Irak, en Syrie et en Iran du 10 avril 1941 au 12 janvier 1942, [lire en ligne]
- (en) Muhammad Iqbal Chawla, Wavell and the dying days of the Raj : Britain's penultimate Viceroy in India, Karachi, Oxford University Press, 2011, 293 p. (ISBN 978-0-19-906275-1, SUDOC 178475599).